# Vancouver Stock Exchange

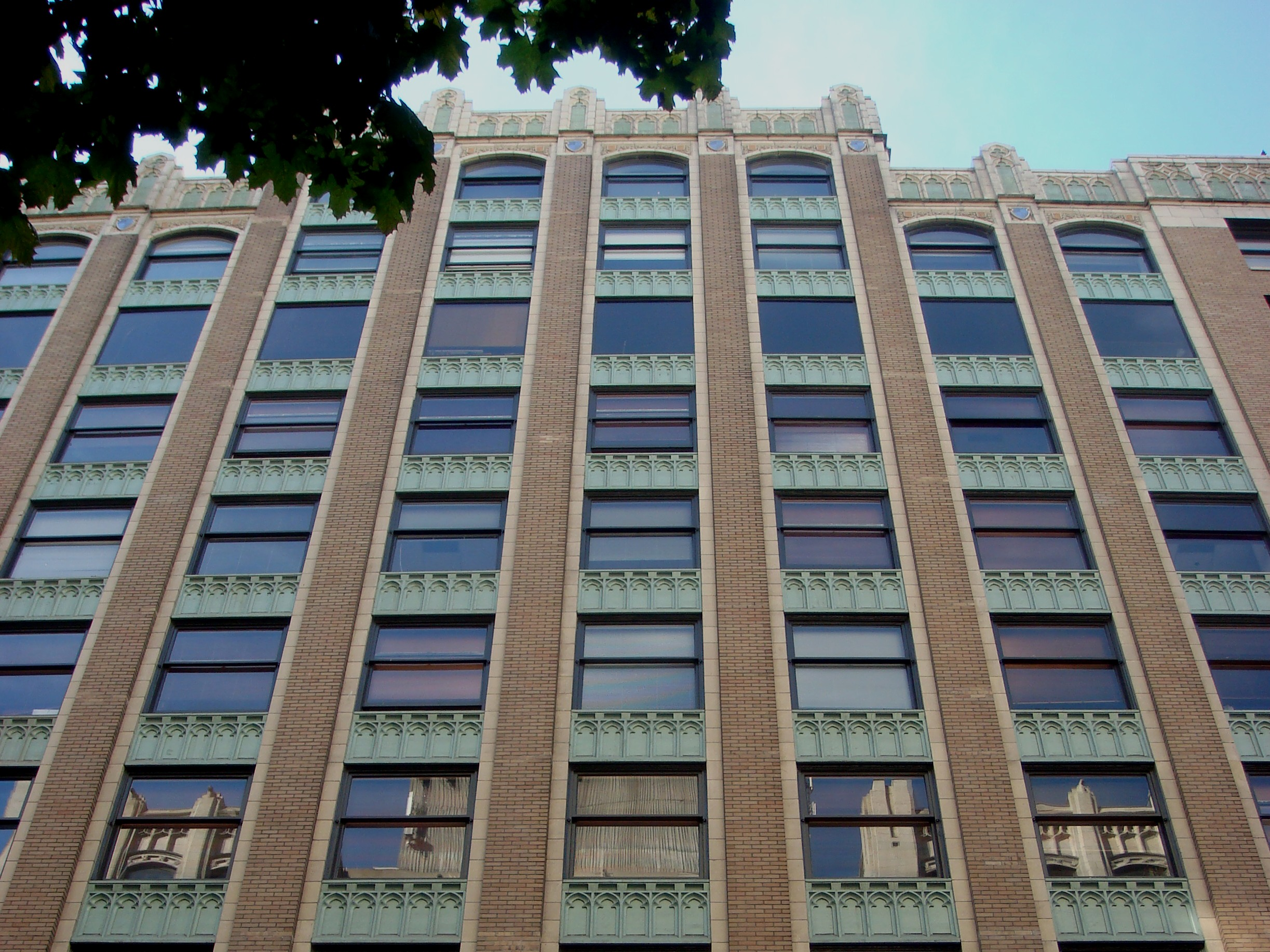

Spécialisées dans les toutes petites compagnies minières débutantes, appelées "junior", la Vancouver Stock Exchange est la deuxième bourse des valeurs canadiennes, associée depuis 1999 à la bourse de l'Alberta (ASE). Ces entreprises doivent lever un montant minimum d'environ un million de dollars. Beaucoup de courtiers sont réticents à investir dans des sociétés d'aussi petite taille, qui relèvent selon eux plus du capital risque.

## Histoire
Créée en 1907, la Vancouver Stock Exchange reprend l'héritage de la Bourse de San Francisco fondée un demi-siècle plus tôt et disparue dans l'incendie qui suivit le Séisme de 1906 à San Francisco. Elle finança les projets de développement de la Colombie-Britannique et de l'Alberta, surtout les plus spéculatifs. 
En 1983, sur fond de flambée des cours de l'or, d'allègement des normes environnementales par le président américain Ronald Reagan et d'anticipation de réformes identiques par le futur premier ministre canadien Brian Mulroney, la Vancouver Stock Exchangebattit des records en termes de volume d'actions négociées.
Parmi les milliers de sociétés cotées à Vancouver, certaines sont restées dans les annales de l’histoire comme celle du Canadien Irving Kott qui s’achetait à lui-même, via ses sociétés enregistrées dans les paradis fiscaux, des titres sur une  méthode détectant les restes d’or dans la boue déjà traitée. 
En 1997, la petite compagnie minière canadienne Bre-X, qui devait ouvrir une mine d'or à Busang, dans le centre de l'île de Bornéo, en Indonésie, déclencha un envol des cours tellement effréné que la société, qui n'avait pas encore extrait un gramme d'or, fut valorisée en bourse pour près de 20 milliards de dollars.
En novembre 1999, face à l'amertune et à la médiatisation de ce "scandale de la Mine d'or de Bre-X Busang", la Vancouver Stock Exchange et la Bourse d'Alberta se réunirent pour former le "Canadian Venture Exchange".

## Fonctionnement
A la Vancouver Stock Exchange, le principe est de laisser le marché évaluer lui-même, même de façon approximative, la probabilité de réussite d'un gisement minier encore en phase de prospection, approche qui exige un gros effort de transparence dans l'information des sociétés. Les investisseurs sont en principe avertis du caractère spéculatif et du fait qu'ils peuvent tout perdre.
La Securities and Exchange Commission des États-Unis, exige des sociétés minières qui y sont cotées qu’elles distinguent formellement dans leurs communications, les « ressources » des « réserves » qu’elles déclarent posséder. La Bourse de Toronto n’a pas cette loyauté à l’égard des investisseurs. Les « ressources » relèvent d’une estimation approximative du minerai contenu, alors que les « réserves » attestent du minerai réellement exploitable sans déficit. Les ressources sont évaluées à partir des estimations des géologues travaillant pour l’entreprise alors que les réserves sont prouvées, en externe.